# حلو عبد (الرقة)
حلو عبد قرية سورية تتبع ناحية مركز الرقة في منطقة مركز الرقة في محافظة الرقة. بلغ عدد سكانها 1443 نسمة في عام 2004 حسب إحصاء المكتب المركزي للإحصاء.